# Leszek Belzyt
Leszek Cezary Belzyt (ur. 27 sierpnia 1958 w Warszawie) – polski historyk, profesor nauk humanistycznych, profesor nadzwyczajny Uniwersytetu Zielonogórskiego, poeta.

## Życiorys
Specjalizuje się w historii współczesnej, politologii, stosunkach międzynarodowych i historii nowożytnej. W 1981 ukończył magisterskie studia historyczne na Uniwersytecie Mikołaja Kopernika w Toruniu. Doktorat obronił w 1987. Habilitował się w 1999 na Uniwersytecie Jagiellońskim. W latach 1993–2000 pracował w niemieckich instytutach badawczych w Berlinie i w Lipsku (Historische Kommission i GWZO). Prowadził zajęcia na czterech uniwersytetach niemieckich w Berlinie, Lipsku, Poczdamie i w Dreźnie. Tytuł naukowy profesora uzyskał w 2017. Od 2013 pełni funkcję kierownika Zakładu Historii Społecznej, Gospodarczej i Wojskowości Wydziału Ekonomii i Zarządzania Uniwersytetu Zielonogórskiego.
W 2015 został odznaczony Medalem Komisji Edukacji Narodowej.

## Autorskie publikacje monograficzne

### Naukowe
- Między Polską a Niemcami : weryfikacja narodowościowa i jej następstwa na Warmii, Mazurach i Powiślu w latach 1945-1960 (1996)
- Sprachliche Minderheiten im preußischen Staat 1815-1914 : die preußische Sprachenstatistik in Bearbeitung und Kommentar (1998)
- Kraków i Praga około 1600 roku : porównanie topograficznych i demograficznych aspektów struktury społecznej i etnicznej dwóch metropolii Europy Środkowo-Wschodniej (1999)
  - Krakau und Prag zwischen 14. und 17. Jahrhundert : vergleichende Studien zur Sozial-, Kultur- und Wirtschaftsgeschichte ostmitteleuropäischer Metropolen (2003)
- Dzieje Chełmży w okresie międzywojennym (1920-1939) (2001)
- Torgau : miasto i twierdza 1809-1914 (2007)
- Szlachta w mieście rezydencjalnym : szlacheccy obywatele Krakowa i Warszawy około 1600 roku : (analiza porównawcza struktury) (2011)
- Szlachta i mieszczanie herbowi w Pradze na przełomie XVI i XVII wieku : (pozycja majątkowa i społeczna) (2013)
- Pruska statystyka językowa (1825-1911) a Polacy zaboru pruskiego, Mazur i Śląska (2013)

### Tomiki poezji
- Jasne cienie rzeczywistości : poezje 1975-2003 (2003)
- Wyjście z cienia (2005)
- Podzielić niebo : rozmowa o miłości = Den Himmel teilen : Dialog in Liebesdingen (2010; wraz z Ulrike Stark)